# Svensk kongebesøg. Gustav 5. Adolf
|  | Denne artikel er oprettet af botten PalnaBot ud fra en ekstern database. Den kan derfor have sproglige fejl eller mangler. Denne skabelon kan fjernes efter kontrol af indholdet. |

Svensk kongebesøg. Gustav 5. Adolf er en film med ukendt instruktør.

## Handling
Den svenske kong Gustav V. Adolfs besøg. Kong Christian X. ankommer til Langelinie, og hilser på fremmødte honoratiores. Et svensk krigsskib med kong Gustav ombord lægger til kaj. Kong Christian går ombord på det svenske krigsskib, modtager den svenske gæst og sammen går de to konger i land.